# Heinrich Brunar
Heinrich Brunar (5. října 1876 Vídeň – 10. června 1933 Karlovy Vary) byl československý politik německé národnosti, meziválečný poslanec a senátor Národního shromáždění.

## Biografie
Narodil se ve Vídni, ale jeho rodina se později přestěhovala do Mikulova, kde navštěvoval jezuitské gymnázium. Pak studoval na Vídeňské univerzitě práva, získal titul doktora práv a (roku 1907) se stal notářem. V roce 1904 se oženil a krátce nato přesídlil do Rýmařova, od roku 1909 působil v Cukmantlu. Angažoval se v komunální politice (byl zde náměstkem starosty a předsedou tiskového podniku Deutscher Zeitungsverlag). Během první světové války musel narukovat na frontu do Haliče.
Podle údajů k roku 1920 byl profesí notářem v Cukmantlu.
V roce 1919 založil malou politickou formaci německé menšiny nazvanou Deutschsoziale Partei (Německosociální strana), které sám předsedal. Roku 1920 ji spojil s rodící se Německou nacionální stranou (DNP). Pak byl členem vedení DNP a v letech 1925–1930 předsedou strany.
V parlamentních volbách v roce 1920 získal za Německou nacionální stranu poslanecký mandát v Národním shromáždění. V parlamentních volbách v roce 1925 získal senátorské křeslo v Národním shromáždění. V senátu setrval do roku 1929. V roce 1930 přestoupil po vnitrostranickém sporu k všeněmcům, ale výrazněji již se politicky neuplatnil.
Před smrtí se stáhnul z politického života kvůli nemoci. Zemřel na léčebném pobytu v Karlových Varech. Karlovy Vary jako místo úmrtí uvádějí i dobové nekrology. Podle jiného zdroje zemřel v Cvikově.